# كونستانس ستوكس
كونستانس ستوكس (بالإنجليزية: Constance Stokes)‏ (و. 1906 – 1991 م) هي رسامة، وفنانة  أسترالية، ولدت في Miram ‏، بدأت مشوارها المهني سنة 1900، توفيت في ملبورن، عن عمر يناهز 85 عاماً.

## التعليم
تعلمت في National Gallery of Victoria Art School ‏ 1925–1929، وتعلمت في الأكاديمية الملكية للفنون
.